# Pearl River Tower
Pearl River Tower je mrakodrap v městě Kanton v Číně. Jeho výška je 309 metrů a má 71 poschodí. Stavba začala 8. září 2006 a byla dokončena roku 2011. Budova je předně určena pro kanceláře, v části mrakodrapu však sídlí firma China National Tobacco Corporation.